# Technique d'excision électrochirurgicale à l'anse

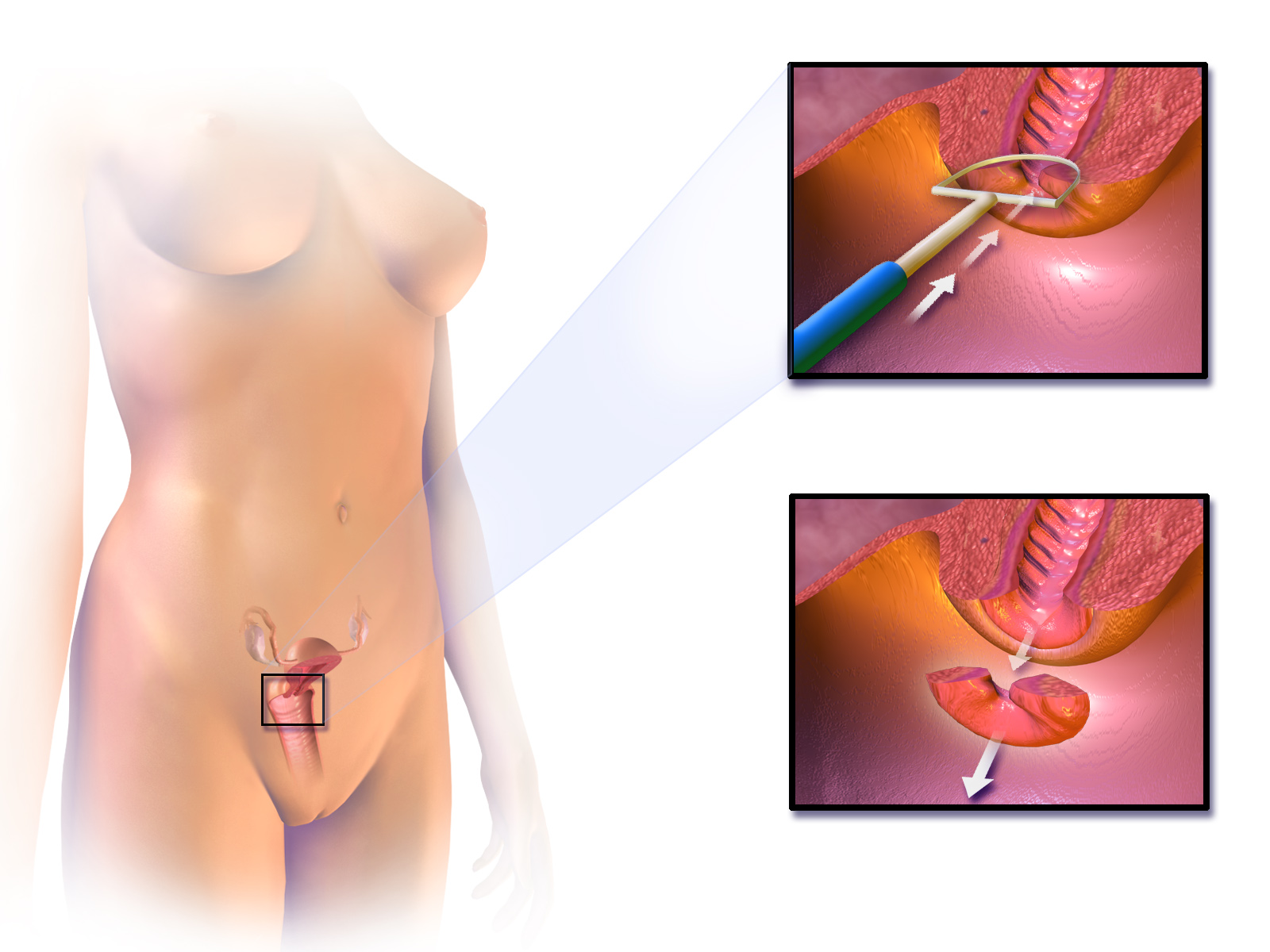

La technique d'excision électrochirurgicale à l'anse (ou LEEP de l'anglais loop electrosurgical excision procedure ), conisation à l'anse diathermique, s'utilise pour extraire un échantillon du col de l'utérus,. Il s'agit d'un fil de métal en forme d'anse par lequel passe une source électrique qui permet de couper et de faire coaguler les tissus anormaux.